# ドミトリイ・ビロゼロチェフ
ドミトリー・ウラジーミロヴィチ・ビロゼルチェフ（Dmitri Vladimirovich Bilozerchev, 1966年12月22日）は、旧ソビエト連邦の男子体操選手である。

## 略歴
1983年、ブダペスト世界体操選手権の個人総合、あん馬、つり輪、鉄棒で優勝し、デビューを飾った。翌年のロサンゼルスオリンピックでも個人総合をはじめメダルの量産が確実と言われながら、ソビエト連邦のボイコットにより不参加となった。1985年、自動車事故により重傷を負いモントリオール世界体操選手権を欠場したが、1987年、ロッテルダム世界体操選手権で団体総合、個人総合、あん馬、鉄棒の4種目に優勝し、復活した。1988年、ソウルオリンピックでは、団体総合、あん馬、つり輪で金メダルを獲得するも、悲願としていた個人総合では団体総合自由鉄棒の失敗が響き、銅メダルにとどまった。
2003年、世界体操殿堂入り。
現在は米国で体操コーチをしている。息子も体操選手である。